# Подушкоподібна окремість

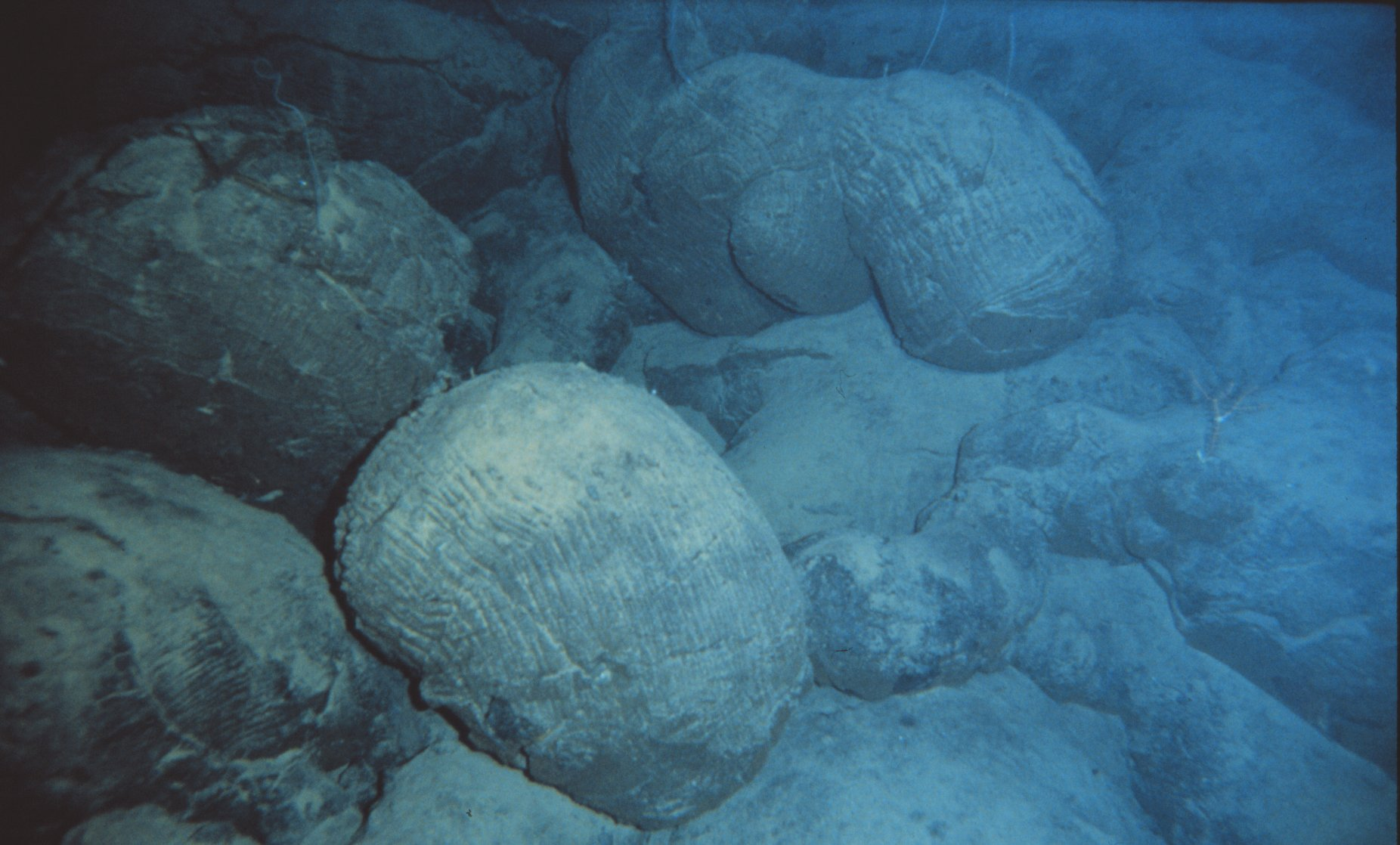
Лава кульова або подушкоподібна — приклад аналогічної окремості гірських порід.

Окремість подушкоподібна (рос. отдельность подушечная, англ. hammock jointing, pillow-like jointing; нім. Wollsackabsonderung f) – окремість магматичних гірських порід, яка за своєю формою нагадує подушку або матрац. 
Синонім – матрацна окремість.